# Università Luigj Gurakuqi di Scutari
L'Università Luigj Gurakuqi di Scutari (albanese: Universiteti i Shkodrës "Luigj Gurakuqi") è la più importante università del nord Albania, e della regione grazie alla sua notorietà e tradizione, ma anche per l’affluenza di studenti provenienti da Montenegro, Kosovo e Macedonia.
Originariamente venne fondato il 2 febbraio 1957 come Istituto Superiore di Pedagogia ma solo nel 1991 prese il suo status attuale di università.
Possiede 6 facoltà, 26 filiali, 21 dipartimenti e oltre 190 professori.

## Facoltà
- Facoltà di Scienze Naturali
- Facoltà di Scienze Sociali
- Facoltà di Scienze dell’Educazione
- Facoltà di Economia
- Facoltà di Legge
- Facoltà di Lingue Straniere